# Lilla Svansjön, Västergötland
Lilla Svansjön är en sjö i Tranemo kommun i Västergötland och ingår i Ätrans huvudavrinningsområde.